# 소드 아트 온라인 얼터너터브: 건 게일 온라인
《소드 아트 온라인 얼터너터브: 건 게일 온라인》(일본어: ソードアート・オンライン オルタナティブ ガンゲイル・オンライン, 영어: Sword Art Online Alternative Gun Gale Online)은 일본의 작가인 시구사와 케이이치가 쓴 라이트 노벨이다. 2018년 4월에는 이를 각색한 애니메이션이 방영되었다.
카와하라 레키가 쓴 《소드 아트 온라인》(일본어: ソードアート・オンライン, 영어: Sword Art Online)의 〈팬텀 불릿 편〉(작품 5.6권에 수록)을 원안으로 한 파생 작품이며, 같은 작품에 등장하는 게임 《건 게일 온라인》(영어: Gun Gale Online, 약칭 : GGO)을 무대로 이야기가 전개된다.
소드 아트 온라인의 파생 작품이기에 SAO와 다른 등장인물과 별개의 스토리로 진행되지만, SAO 스토리를 기본으로 한다.(스토리 중간에 '시논'과 '절검'의 이름과 키리토와 시논이 참가했던 제3회 BoB 대회 이야기도 간접적으로 언급 된다.)

## 줄거리
홋카이도에 사는 소녀 코히루이마키 카렌은 어렸을 때부터 유난히 큰 신장 때문에 대인관계에 어려움을 겪어왔다. 도쿄에 있는 대학교를 진학해 새로운 삶을 살아보려고 했지만, 달라진 건 없었다. 그러던 어느 날, 소드 아트 온라인(SAO)과 VR 게임에 대한 기사를 보면서 신장 콤플렉스를 극복하기 위해 VR 게임을 시작한다. 하지만, 생성되는 게임 캐릭터마다 장신이었고, 게임 컨버트(캐릭터 계정을 다른 게임으로 옮기는 것)를 반복한 끝에 건 게일 온라인(GGO)에서 자신이 원하는 작고 귀여운 캐릭터를 얻게 된다. 그 후, 카렌은 GGO에서 친구를 사귀고, 협동 플레이를 하는 등 즐거운 시간을 보내고 있었으나, 예기치 못한 사건들에 휘말리게 된다.

## 등장인물
- 렌(レン) / 코히루이마키 카렌(小比類巻香蓮)

성우: 쿠스노키 토모리
- 피토휘(ヒトフ一イ) / 칸자키 엘자(神崎エルザ)

성우: 히카사 요코
- 엠(エム) / 아소기 고시(阿僧祇豪志)

성우: 오키츠 카즈유키
- 후카지로(フカ次郞) / 시노하라 미유(篠原美優)

성우: 아카사키 치나츠

## TV 애니메이션

### 제작진
- 원안: 카와하라 레키
- 원작: 시구사와 케이이치
- 감독: 사코이 마사유키
- 시리즈 구성: 쿠로다 요스케
- 캐릭터 디자인: 코사카이 요시오
- 음악: Starving Trancer
- 애니메이션 제작: Studio 3Hz
- 제작: GGO Project

### 대한민국 제작진
- 번역: 장혜리
- 검수/심의: 장명지
- 종합편집: 제이포스트
- 기획: 애니플러스

### 주제곡
오프닝 테마 〈유성(流星)〉
작사 - 아오이 에일(藍井エイル), 츠바코 오헤이(津波幸平) / 작곡,편곡 - 츠바코 오헤이 / 노래 - 아오이 에일
엔딩 테마 〈To see the fucture〉
작사,작곡,편곡 - Jazzin’ park / 노래 - 렌(cv:쿠스노키 토모리)

### 방영 목록
| 화수  | 부제                                          | 각본 | 그림 콘티 | 연출 | 담당 제작 | 방영일         | 방영일          |
| 화수  | 부제                                          | 각본 | 그림 콘티 | 연출 | 담당 제작 | 일본           | 대한민국        |
| ----- | --------------------------------------------- | ---- | --------- | ---- | --------- | -------------- | --------------- |
| 1화   | スクワッド・ジャム 스쿼드 잼                  |      |           |      |           | 2018년 4월 7일 | 2018년 4월 10일 |
| 2화   | GGO                                           |      |           |      |           | 4월 14일       | 4월 17일        |
| 3화   | ファンレター 팬레터                           |      |           |      |           | 4월 21일       | 4월 24일        |
| 4화   | デスゲーム 데스 게임                          |      |           |      |           | 4월 28일       | 5월 1일         |
| 5화   | ラストバトルは私に 라스트 배틀은 나에게       |      |           |      |           | 5월 5일        | 5월 8일         |
| 5.5화 | ルフラン 르프랭                               |      |           |      |           | 5월 12일       | 5월 15일        |
| 6화   | SAO失敗者 SAO 패배자                          |      |           |      |           | 5월 19일       | 5월 22일        |
| 7화   | セカンド・スクワッド・ジャム 세컨드 스쿼드 잼 |      |           |      |           | 5월 26일       | 5월 29일        |
| 8화   | ブービートラップ 부비트랩                     |      |           |      |           | 6월 2일        | 6월 5일         |
| 9화   | 十分間の鏖殺 10분간의 몰살                    |      |           |      |           | 6월 9일        | 6월 12일        |
| 10화  | 魔王復活 마왕 부활                            |      |           |      |           | 6월 16일       | 6월 19일        |
| 11화  | イカれたレン 분노한 렌                        |      |           |      |           | 6월 23일       | 6월 26일        |
| 12화  | 拍手 박수                                     |      |           |      |           | 6월 30일       | 7월 3일         |